# William Foster
William Foster (n. 10 iulie 1890, Haslingden⁠(d), Anglia, Regatul Unit al Marii Britanii și Irlandei – d. 17 decembrie 1963, Fylde, Anglia, Regatul Unit) a fost un înotător ce a reprezentat Regatul Unit al Marii Britanii și al Irlandei de Nord, medaliat olimpic. A participat la 2 ediții ale Jocurilor Olimpice (1908, 1912) în care a câștigat două medalii de aur și două medalii de bronz.